# Bāb Gorg
Bāb Gorg (persiska: باب گرگ, Bāb Gorgī) är en ort i Iran.   Den ligger i provinsen Kerman, i den sydöstra delen av landet, 900 km sydost om huvudstaden Teheran. Bāb Gorg ligger 2 951 meter över havet och antalet invånare är 123.
Terrängen runt Bāb Gorg är huvudsakligen kuperad, men åt sydväst är den bergig. Terrängen runt Bāb Gorg sluttar västerut.Runt Bāb Gorg är det glesbefolkat, med 17 invånare per kvadratkilometer. Närmaste större samhälle är Pol-e Pīrān, 17,4 km nordväst om Bāb Gorg. Trakten runt Bāb Gorg består i huvudsak av gräsmarker.